# 高沐鸿
高沐鸿（1900年—1980年），原名高成均，笔名毕不朽，男，山西武乡人，中国作家、政治人物，中共山西省委宣传部原副部长，山西省政协原副主席。